# 焦白莱
焦白莱是孟加拉国的一个村庄，位于拉杰沙希专区拉杰沙希县的普提亞烏帕齊拉。人口约为1000。坐落于连通达卡与拉杰沙希市的高速旁边。此地有一所小学及一所高中。以及一处集市。